# Kuoppajärvi (sjö, lat 66,13, long 28,23)
Kuoppajärvi är en sjö i Finland. Den ligger i kommunen Posio i landskapet Lappland, i den norra delen av landet, 700 km norr om huvudstaden Helsingfors. Kuoppajärvi ligger 255,5 meter över havet. Den är 27 meter djup. Arean är 41,5 hektar och strandlinjen är 3,5 kilometer lång. Sjön  ingår i Koundaälvens huvudavrinningsområde. 